# Darijus Džervus
Darijus Džervus (Klaipėda, 20 de juliol de 1990) és un ciclista lituà, professional des del 2011.

## Palmarès en ruta
- 2016
  - Vencedor d'una etapa al Tour de Mersin

## Palmarès en pista
- 2017
  -  Campió de Lituània en Scratch